# Stefan Fryc
Stefan Fryc (Nowa Wieś Szlachecka, 19 augustus 1894 – Warschau, 1943) was een Pools voetballer.
Fryc speelde acht wedstrijden voor het Pools voetbalelftal. Hij debuteerde op 28 mei 1922 in een wedstrijd tegen Zweden. Fryc maakte tevens deel uit van de Poolse selectie voor de Olympische Zomerspelen 1924, waar Polen na een 5-0 nederlaag tegen Hongarije al na de eerste ronde uitgeschakeld was.